# Greatest Hits (5ive)
Greatest Hits è un album greatest hits della boy band britannica 5ive uscito nel 2001.

## Tracce
1. "We Will Rock You" (Radio Edit)
2. "Keep On Movin'"
3. "If Ya Gettin' Down"
4. "Everybody Get Up"
5. "Let's Dance" (Radio Edit)
6. "Rock The Party"
7. "Got The Feelin'"
8. "When the Lights Go Out"
9. "Closer To Me"
10. "Until The Time Is Through"
11. "Don't Wanna Let You Go"
12. "Slam Dunk (Da Funk)"
13. "It's The Things You Do"
14. When I Remember When
15. Inspector Gadget
16. Set Me Free
17. Keep On Movin' (World Cup 2002 Mix)
18. Five Megamix